# Jerzy Buyno

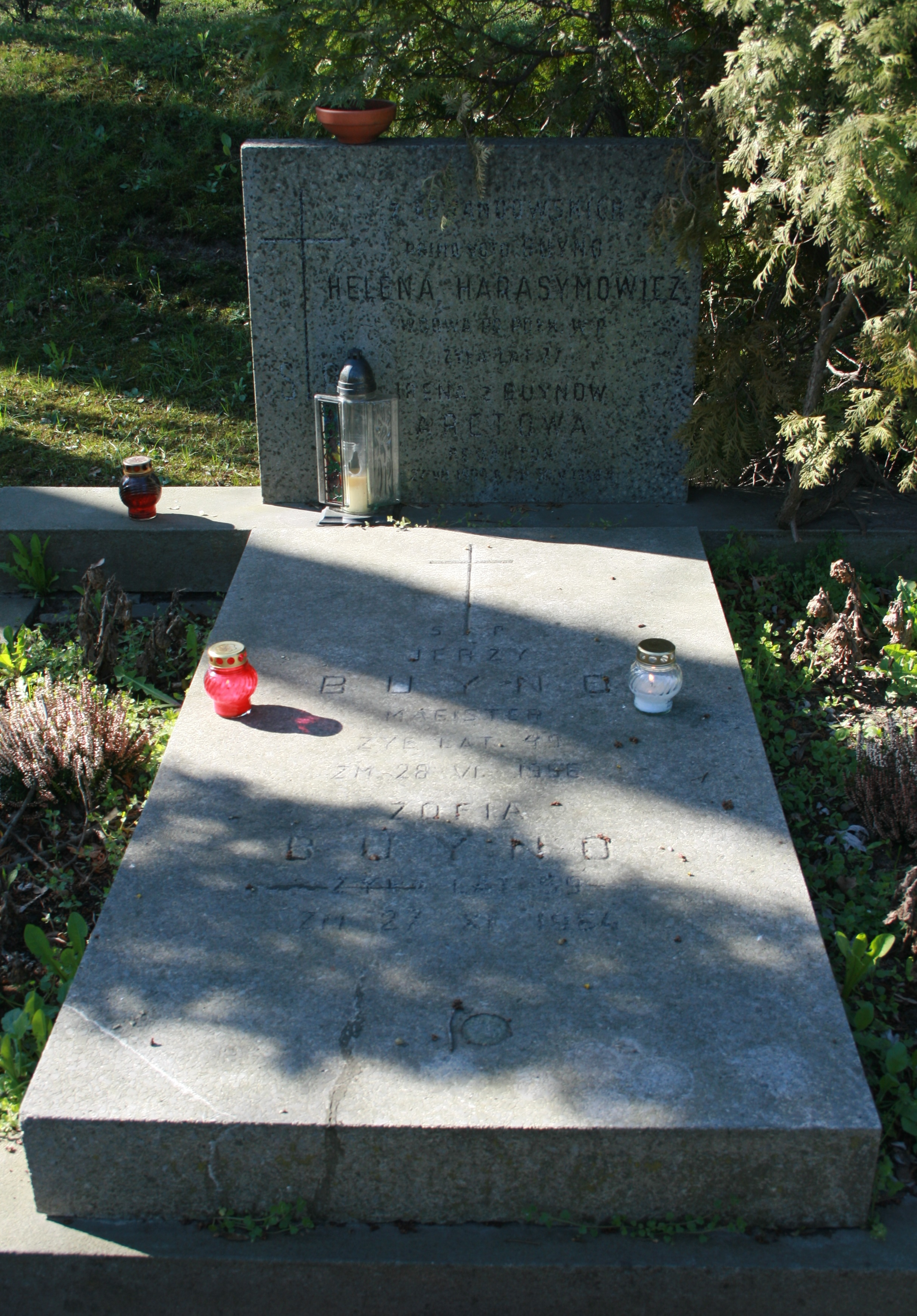
Grób Jerzego i Zofii Buynów na Cmentarzu Wojskowym na Powązkach w Warszawie

Jerzy Mieczysław Buyno pseud. Gżegżółka (ur. 12 listopada 1906 w Warszawie, zm. 28 czerwca 1956 tamże) – polski nauczyciel, porucznik piechoty Wojska Polskiego, cichociemny.

## Życiorys
Jerzy Buyno od 1934 roku był nauczycielem języka polskiego i przysposobienia obronnego w II Męskim Gimnazjum i Liceum im. Hugona Kołłątaja w Warszawie. Na stopień podporucznika został mianowany ze starszeństwem z dniem 1 stycznia 1935 i 1513. lokatą w korpusie oficerów rezerwy piechoty.
We wrześniu 1939 roku nie został zmobilizowany, jednak walczył jako dowódca kompanii w Robotniczej Brygadzie Obrony Warszawy. W nocy z 1 na 2 listopada 1939 roku przekroczył granicę polsko-węgierską i w tym samym miesiącu dotarł do Francji, gdzie zaciągnął się do Samodzielnej Brygady Strzelców Podhalańskich, z którą walczył m.in. w bitwie o Narwik jako dowódca III plutonu 4 kompanii ckm IV baonu. W lipcu 1940 roku trafił do obozu pracy we Francji, skąd 25 września 1941 roku uciekł jachtem „Laribaut” do Hiszpanii. Został tam aresztowany i przebywał w więzieniu w Saragossie i przez pół roku w obozie koncentracyjnym w Miranda de Ebro. Został zeń zwolniony w maju 1942 roku, wyjechał do Brazylii, gdzie prowadził akcję werbunkową wśród polskiej emigracji. Wrócił przez Nowy Jork do Wielkiej Brytanii z grupą polskich ochotników, a jednocześnie jako kurier do polskiego MSZ w Londynie.
Po przeszkoleniu konspiracyjnym ze specjalnością w dywersji i propagandzie został zaprzysiężony 5 listopada 1943 roku i następnie przeniesiony do Głównej Bazy Przerzutowej w Brindisi we Włoszech. 
Został zrzucony w Polsce w nocy z 16 na 17 kwietnia 1944 roku w ramach operacji lotniczej „Weller 15” i przydzielony do pracy w Okręgu Nowogródek AK jako referent odbioru zrzutów (czerwiec – lipiec 1944), a później oficer VII baonu 77 pułku piechoty AK. W ostatniej fazie walk, w lipcu 1944 roku był dowódcą 5 kompanii tego baonu. Został aresztowany po operacji „Ostra Brama” przez siły radzieckie, udało mu się uciec i przez Grodno dostał się do Siedlec.
Po wojnie wrócił do pracy nauczyciela w Liceum im. Kołłątaja w Warszawie. Uczył tam w dalszym ciągu języka polskiego i przysposobienia obronnego w latach 1945–1956. Pod koniec lat 40. był również nauczycielem propedeutyki filozofii w Liceum im. gen. Józefa Sowińskiego w Warszawie. Od 1955 do śmierci był dyrektorem Liceum im. Kołłątaja w Warszawie. Po śmierci w 1956 roku został pochowany na Cmentarzu Powązki Wojskowe w Warszawie (kwatera A dod.-1-29/30).
Po wojnie był autorem m.in.:
- wstępu do słownika Ireny Arctowej Razem czy osobno: słowniczek wyrazów pisanych łącznie lub rozdzielnie (Kraków, 1951)
- artykułu w czasopiśmie Polonistyka pt.  Jak poprawiam prace pisemne z języka polskiego w klasach od VIII do XI, 1955, vol. 2, str. 23–36.

## Odznaczenia
- Krzyż Walecznych – czterokrotnie
- Krzyż Wojenny (Francja).

## Życie rodzinne
Był synem Adama, znanego działacza PPS-Lewicy, i Walerii Heleny z domu Lewandowskiej. W 1931 roku ożenił się z Zofią Sokołowską (1906–1965), z którą miał dwoje dzieci: Irenę (ur. w 1932 roku) i Andrzeja (ur. w 1934 roku).